# Janov (zámek)
Janovský zámek je zámek v Janově, místní části města Litvínov. Areál zámku se nachází na jihovýchodním okraji Janova, ul. Loupnická. Tvoří ho patrová hlavní budova s bočními přízemními pavilony s mansardovou střechou (čp. 2) a hospodářské stavby (čp. 151, 152, 153, 154).

## Historie
Zámek nechal kolem roku 1670 vystavět Michna z Vacínova. Objekt sloužil po druhé světové válce lesní správě, v současnosti jsou v něm byty a hospodářské zázemí. Zámek je chráněn jako kulturní památka.